# Saint-Romain-en-Viennois
Saint-Romain-en-Viennois – miejscowość i gmina we Francji, w regionie Prowansja-Alpy-Lazurowe Wybrzeże, w departamencie Vaucluse.
Według danych na rok 1990 gminę zamieszkiwało 687 osób, a gęstość zaludnienia wynosiła 76 osób/km² (wśród 963 gmin regionu Prowansja-Alpy-W. Lazurowe Saint-Romain-en-Viennois plasuje się na 431. miejscu pod względem liczby ludności, natomiast pod względem powierzchni na miejscu 720.).

## Populacja

Populacja Saint-Romain-en-Viennois w latach 1962-2008